# Jesús histórico

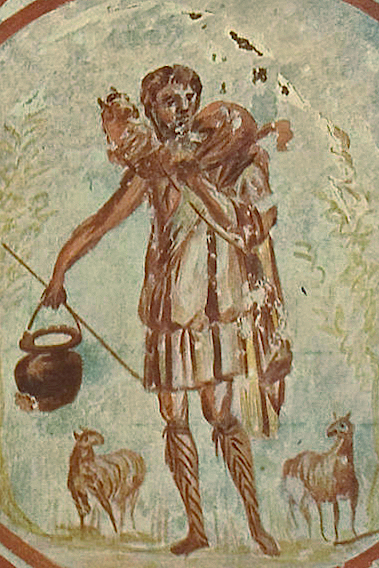
Retrato del en el techo de las catacumbas de San Calixto en Roma, representando a Jesús de Nazaret como el Buen Pastor Crióforo.

El Jesús histórico es la reconstrucción realizada de la figura de Jesús de Nazaret mediante investigación basada en el método histórico. Esta reconstrucción, basada en hipótesis, es una aproximación al Jesús real, el cual sí engloba todo lo que realmente pensó, sintió, experimentó, hizo y dijo Jesús. Debido a la falta de referencias históricas fiables no es seguro que el Jesús histórico coincida plenamente con el Jesús real.
Quienes defienden esta aproximación, como el estudioso bíblico John P. Meier, consideran que se acerca más que la definición teológica o cristológica (el Cristo dogmático) o que otros relatos cristianos de Jesús (el Cristo de la fe) a la figura real de éste. Para realizar esta reconstrucción se considera, por ejemplo, el contexto histórico y cultural en el que Jesús vivió.
La inmensa mayoría de los eruditos que escriben sobre el tema aceptan que Jesús existió, aunque los estudiosos difieren acerca de las creencias y enseñanzas de Jesús, así como la exactitud de las relatos de su vida, y los únicos dos eventos sujetos a «asentimiento casi universal» son que Jesús fue bautizado por Juan el Bautista y fue crucificado por orden del prefecto romano Poncio Pilato. Los estudiosos del Jesús histórico por lo general sostienen que él era judío y que vivió en una época de expectativas mesiánicas y apocalípticas. Jesús fue bautizado por Juan el Bautista, cuyo ejemplo pudo haber seguido y, después de que Juan fuese ejecutado, comenzó su propia predicación en Galilea solamente alrededor de dos a tres años antes de su muerte. Él predicó la salvación, la limpieza de los pecados, y el Reino de Dios, utilizando parábolas con imágenes sorprendentes, y se decía que era un maestro y creía en la curación de fe. Algunos estudiosos le atribuyen las declaraciones apocalípticas de los Evangelios, mientras que otros retratan a su Reino de Dios como uno moral, y no apocalíptico. Él envió a sus apóstoles a curar y predicar el Reino de Dios. Más tarde, viajó a Jerusalén en Judea, donde causó una perturbación en el Templo. Era el tiempo de la Pascua, cuando las tensiones políticas y religiosas eran altas en Jerusalén. Los Evangelios dicen que los guardias del templo (se cree que los saduceos) lo detuvieron y lo entregaron a Poncio Pilato para su ejecución. El movimiento que había comenzado sobrevivió a su muerte y fue continuado por su hermano Santiago el Justo y los apóstoles, quienes proclamaban la resurrección de Jesús. Se desarrolló en el cristianismo primitivo (véase Lista de eventos en el cristianismo primitivo).
Desde el siglo XVIII, tres búsquedas científicas independientes para el Jesús histórico han tenido lugar, cada una con características distintas y desarrollando criterios nuevos y diferentes de investigación. Los retratos de Jesús que se han construido en estos procesos a menudo difieren entre sí, y de la imagen dogmática retratada en los relatos evangélicos. Estos retratos incluyen a Jesús como un profeta apocalíptico, sanador carismático, filósofo cínico, Mesías judío y profeta del cambio social, pero existe poco acuerdo académico en un solo retrato, o los métodos necesarios para construirlo. Hay, sin embargo, atributos superpuestos entre los diversos retratos, y los estudiosos que difieren en algunos atributos pueden ponerse de acuerdo sobre otros.
Varios estudiosos han criticado los diversos enfoques utilizados en el estudio del Jesús histórico: por un lado la falta de rigor en los métodos de investigación, por el otro ser impulsado por «agendas específicas» que interpretan fuentes antiguas para adaptarse a objetivos específicos. En el siglo XXI, los enfoques «maximalistas» del siglo XIX que aceptaron todos las evangelios y las tendencias «minimalistas» de principios del siglo XX que los rechazó totalmente fueron abandonadas y los estudiosos comenzaron a centrarse en lo que históricamente es probable y plausible acerca de Jesús.

## Elementos históricos

### Existencia
La mayoría de los estudiosos contemporáneos de la antigüedad coinciden en que Jesús existió, y la mayoría de los eruditos bíblicos e historiadores clásicos ven las teorías de su no existencia refutadas de la forma más eficaz. No hay indicios de que los escritores de la antigüedad que se opusieron a la cristiandad cuestionaran la existencia de Jesús. Hay, sin embargo, un desacuerdo generalizado entre los estudiosos sobre los detalles de la vida de Jesús mencionados en los relatos del Evangelio, y en el significado de sus enseñanzas. Los eruditos difieren sobre la historicidad de episodios específicos descritos en los relatos bíblicos de Jesús, y los historiadores tienden a considerar las afirmaciones sobrenaturales o milagros de Jesús como cuestiones de fe, en lugar de hechos históricos.

#### Evidencia de Jesús
No hay evidencia física o arqueológica de Jesús. Todas las fuentes que tenemos son escritos documentales, principalmente cristianos, como los evangelios y las cartas de los apóstoles. La autenticidad y la fiabilidad de estas fuentes ha sido cuestionada por muchos estudiosos, y pocos eventos mencionados en los evangelios son universalmente aceptados. En conjunto con las fuentes bíblicas, tres menciones de Jesús en fuentes no cristianas se han utilizado en los análisis históricos de la existencia de Jesús. Se trata de dos pasajes en los escritos del historiador judío Josefo, y uno del historiador romano Tácito.
Josefo, en su libro Antigüedades judías, escrito alrededor de 93 a 94 d. C., incluye dos referencias al bíblico Jesucristo en los libros 18 y 20. El punto de vista académico general es que mientras que el pasaje más largo, conocido como el Testimonium Flavianum, es muy probablemente no auténtico en su totalidad, se está de acuerdo en términos generales que originalmente consistía en un núcleo auténtico, que fue entonces objeto de la interpolación cristiana. De la otra mención, el estudioso de Josefo Louis H. Feldman señala que «pocos han dudado de la autenticidad» de la referencia de Josefo a Jesús en Antigüedades 20, 9, 1 y sólo está en disputa por un pequeño número de estudiosos.
El historiador romano Tácito se refirió a «Cristo» [Christus] y su ejecución por Poncio Pilato en sus Anales (escritos c. 116), libro 15, capítulo 44. Robert E. Van Voorst afirma que el tono muy negativo de los comentarios de Tácito sobre los cristianos hace extremadamente improbable que el pasaje haya sido inventado por un escriba cristiano. Boyd y Eddy señalan que la referencia de Tácito es ampliamente aceptada como una confirmación independiente de la crucifixión de Cristo, aunque algunos estudiosos cuestionan la autenticidad del pasaje por varios motivos diferentes.
Otras consideraciones externas al cristianismo son las posibles menciones de Jesús en el Talmud. El Talmud (200-500 d. C.) habla en detalle de la conducta de los casos criminales de Israel y los reúne en un solo lugar. La más importante mención se encuentra en Sanedrín 32a: «En la víspera de la Pascua Ieshú fue colgado. Durante cuarenta días antes que la ejecución se llevara a cabo, un heraldo salió y gritó: Él va a ser apedreado porque ha practicado la hechicería y atraído a Israel a la apostasía». La primera fecha registrada de los actos judiciales del Sanedrín es 57 a. C.

### Dos hechos ampliamente aceptados como históricos

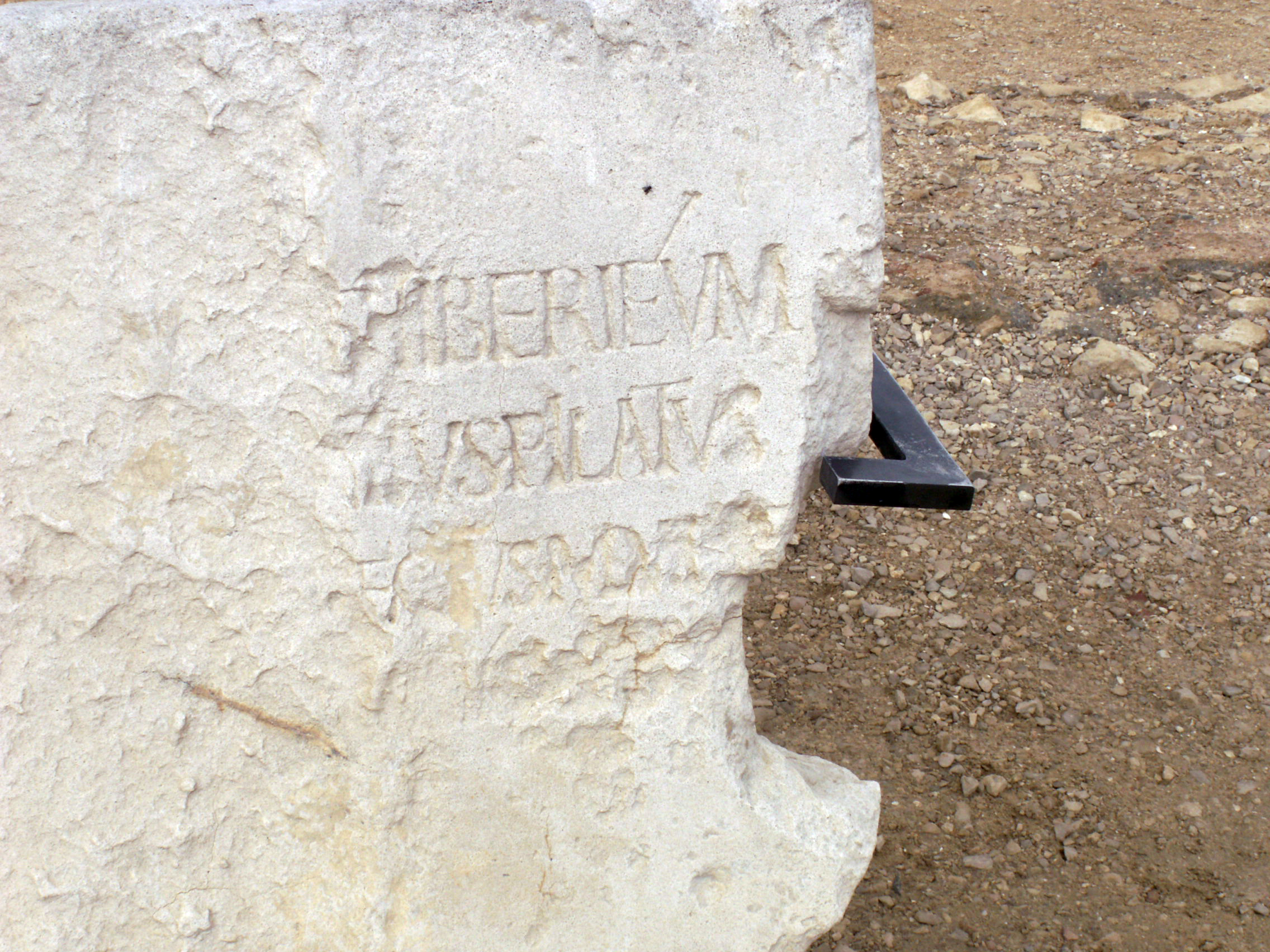
La Piedra de Pilato, desde Cesarea Marítima, ahora en el Museo de Israel.

Casi todos los estudiosos modernos consideran el bautismo y la crucifixión de Jesús como hechos históricos.
John P. Meier considera la crucifixión de Jesús como un hecho histórico y afirma, basándose en el criterio de dificultad, que los cristianos no habrían inventado la dolorosa muerte de su líder. Meier afirma que varios otros criterios, por ejemplo, el criterio de testimonio múltiple (es decir, la confirmación por parte de varias fuentes), el criterio de coherencia (es decir, que se ajusta con otros elementos históricos) y el criterio de rechazo (es decir, que no es discutido por las fuentes antiguas), ayudan a establecer la crucifixión de Jesús como un hecho histórico. Eddy y Boyd señalan que ahora está firmemente establecido que existe la confirmación no cristiana de la crucifixión de Jesús, en referencia a las menciones de Josefo y Tácito. La mayoría de los estudiosos en la tercera búsqueda del Jesús histórico consideran a la crucifixión como indisputable, al igual que el estudioso Bart Ehrman, el exsacerdote John Dominic Crossan y el teólogo James Dunn.
Aunque los estudiosos coinciden en la historicidad de la crucifixión, se diferencian en los motivos y el contexto, por ejemplo, tanto E. P. Sanders y Paula Fredriksen admiten la historicidad de la crucifixión, pero afirman que Jesús no predijo su propia crucifixión, y que sus augurios son una historia cristiana. Geza Vermes también considera a la crucifixión como un acontecimiento histórico, pero cree que esto se debió al desafío de Jesús a la autoridad romana.
La existencia de Juan el Bautista en el mismo marco temporal de Jesús, y su eventual ejecución por Herodes Antipas, es atestiguada por el historiador del siglo I Josefo, y la inmensa mayoría de los estudiosos modernos considera a los registros de Josefo sobre las actividades de Juan el Bautista como auténticos. Uno de los argumentos a favor de la historicidad del bautismo de Jesús por Juan es el criterio de dificultad, es decir, que se trata de una historia que la Iglesia cristiana primitiva nunca habría deseado ni tenido que inventar. Otro de los argumentos utilizados a favor de la historicidad del bautismo es que varias registros se refieren a él, el usualmente llamado criterio de testimonio múltiple. Técnicamente, el testimonio múltiple no garantiza la autenticidad, sino solo determina la antigüedad. Sin embargo, para la mayoría de los estudiosos, junto con el criterio de dificultad, esto da credibilidad al bautismo de Jesús por Juan como un acontecimiento histórico.

### Otros posibles elementos históricos
Además de los dos elementos históricos del bautismo y crucifixión, los estudiosos atribuyen diferentes niveles de certeza a otros aspectos de la vida de Jesús, aunque no hay un consenso universal entre los estudiosos sobre estos puntos. Amy-Jill Levine indica que «no hay un consenso de la clasificación en el esquema básico de la vida de Jesús. La mayoría de los estudiosos coinciden en que Jesús fue bautizado por Juan, debatió con otros judíos sobre la mejor manera de vivir de acuerdo a la voluntad de Dios, participó en curaciones y exorcismos, impartió parábolas, reunió a seguidores (varones y mujeres) en Galilea, fue a Jerusalén, y fue crucificado por los soldados romanos durante el gobierno de Poncio Pilatos (26-36 d. C.)».
Además varios estudiosos han propuesto que:
- Una cronología aproximada de Jesús se puede estimar a partir de fuentes no cristianas, y ser confirmada por correlación con relatos del Nuevo Testamento.[89][90]
- Jesús de Nazaret fue un judío galileo que nació probablemente entre 7 y 4 a. C. Con los datos con que se cuenta en el presente, no es posible precisar el año del nacimiento de Jesús. Se considera un dato bastante seguro que la muerte de Herodes el Grande tuvo lugar en el año 4 a. C. De allí que al datar el nacimiento de Jesús, la gran mayoría de los autores se decantan por un rango entre los años 7 y 4 a. C., ya que existe probabilidad a favor de que el nacimiento haya sucedido en los últimos años del reinado de Herodes el Grande.[91][92][93][94][95][96][97] Algunos autores extienden el plazo probable del nacimiento a 8 a. C.,[98] o 3-2 a. C.,[99] aunque estas posiciones son hoy claramente minoritarias.[100]
- Se acepta mayoritariamente que Jesús murió en 30 o en 33 d. C.[101]
- Jesús vivió solamente en Galilea y Judea,[102][103][104] y nunca viajó ni estudió fuera de esas regiones.[105][106][107]
- Jesús habló arameo y también pudo haber hablado hebreo y griego.[108][109][110][111] James D. G. Dunn afirma que un «consenso sustancial» sobre que Jesús dio a sus enseñanzas en arameo,[112] aunque el dialecto galileo del arameo era claramente distinguible del dialecto de Judea.[113]
- Las reivindicaciones sobre el aspecto o la etnia de Jesús son, en su mayoría, subjetivas, basadas en los estereotipos culturales y las tendencias sociales más que en el análisis científico.[114][115][116]
- El bautismo de Jesús por Juan el Bautista se puede datar aproximadamente desde las referencias de Josefo (Antigüedades judías 18.5.2), en una fecha entre los años 28-35 d. C.[78][117][118][119][120]
- El tema principal de su enseñanza era el «Reino de Dios», y él presentó esta enseñanza en parábolas que eran sorprendentes.[121]
- Jesús enseñó una ética del perdón, expresada en aforismos como «poner la otra mejilla» o «hacer un esfuerzo adicional».[122]
- Jesús causó una controversia en el Templo.[12][87][123]
- La fecha de la crucifixión de Jesús fue antes de 36 d. C., sobre la base de las fechas de la prefectura de Poncio Pilato, quien fue gobernador de la Judea romana entre los años 26 y 36 d. C.[124][125][126]

### Retratos del Jesús histórico
Desde el siglo XVIII, tres búsquedas científicas independientes para el Jesús histórico han tenido lugar, cada una con características distintas y desarrollando criterios nuevos y diferentes de investigación. Los retratos de Jesús que se han construido en estos procesos a menudo difieren entre sí, y de la imagen dogmática retratada en los relatos evangélicos. Estos retratos incluyen a Jesús como un profeta apocalíptico, sanador carismático, filósofo cínico, Mesías judío y profeta del cambio social, pero existe poco acuerdo académico en un solo retrato, o los métodos necesarios para construirlo. Hay, sin embargo, atributos superpuestos entre los diversos retratos, y los estudiosos que difieren en algunos atributos pueden ponerse de acuerdo sobre otros.
La erudición contemporánea, que representa la «tercera búsqueda» de Jesús, lo coloca firmemente en la tradición judía. Los principales estudiosos de la «tercera búsqueda» incluyen a E. P. Sanders, Geza Vermes, Gerd Theissen, Christoph Burchard y John Dominic Crossan. Jesús es visto como el fundador de, en palabras de E. P. Sanders, «un movimiento de renovación dentro del judaísmo». Esta erudición sugiere una continuidad entre la vida de Jesús como un errante carismático y el mismo estilo de vida llevado adelante por los seguidores después de su muerte. El principal criterio utilizado para discernir detalles históricos en la «tercera búsqueda» es el criterio de verosimilitud, en relación con el contexto judío de Jesús y de su influencia en el cristianismo. El principal desacuerdo en la investigación contemporánea es si Jesús era apocalíptico. La mayoría de los estudiosos concluyen que lo era, como Juan el Bautista y el apóstol Pablo. En contraste, algunos estudiosos estadounidenses prominentes, como Burton Mack y John Dominic Crossan, defienden un Jesús no escatológico, más un sabio cínico que un predicador apocalíptico.

## Ministerio de Jesús de Nazaret

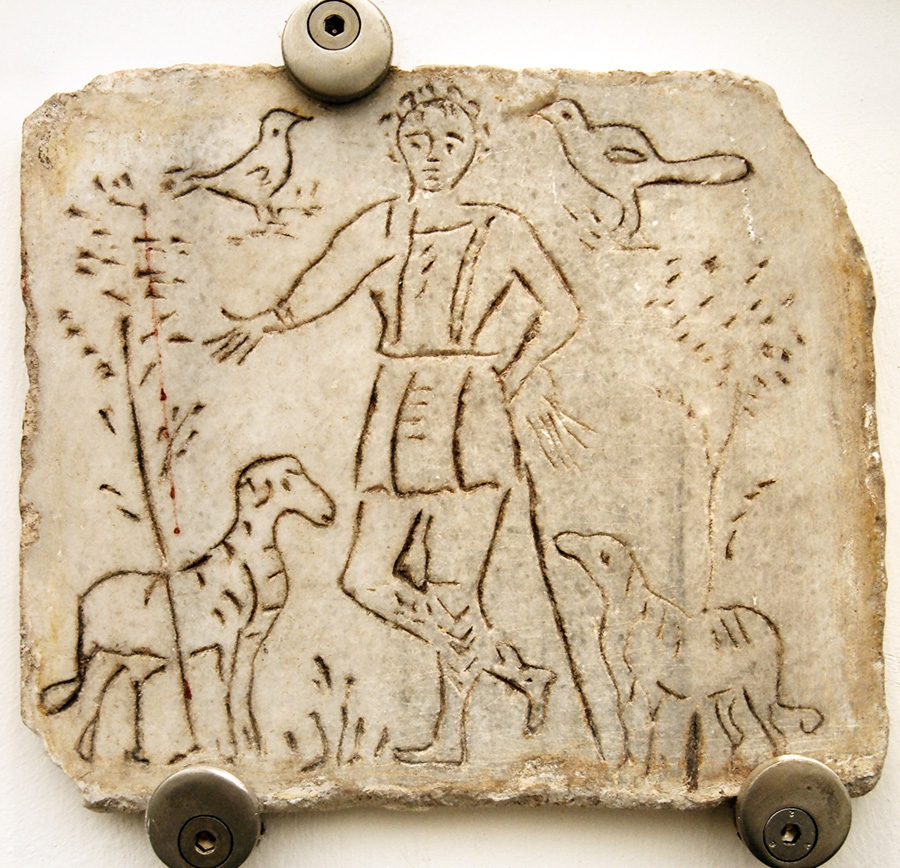
Imagen paleo-cristiana del Buen Pastor.

### Obras y milagros
Se dice que Jesús realizó varios milagros en el curso de su ministerio. Estos consisten en su mayoría en curaciones milagrosas, exorcismos y dominio sobre otras cosas de la naturaleza, además de las personas.
Como Albert Schweitzer mostró en su Quest of the Historical Jesus [Búsqueda del Jesús histórico], a principios del siglo XX, el debate sobre el «Jesús histórico» se centró en la credibilidad de los informes de milagros. Los estudiosos de principios del siglo XIX ofrecieron tres tipos de explicación de estas historias de milagros: fueron considerados como eventos sobrenaturales, o fueron «racionalizados» (por ejemplo, por Paulus), o eran considerados como míticos (por ejemplo, Strauss).
Los estudiosos, tanto en las tradiciones cristianas y seculares siguen debatiendo cómo se deben interpretar los informes de los milagros de Jesús. Los Evangelios cristianos declaran que Jesús tiene el poder autoritario de Dios sobre la naturaleza, la vida y la muerte, pero los historiadores naturalistas, siguiendo a Strauss, en general, optan por ver estas historias como leyendas o alegorías, o para algunos de los milagros siguen el método de racionalización. Por ejemplo, las curaciones y exorcismos a veces se atribuyen al efecto placebo.

### Jesús como divino
Jesús fue un predicador carismático que enseñó los principios de la salvación, la vida eterna, y el Reino de Dios. Los estudiosos lo ven como aceptando un papel divino en el cercano apocalipsis como el rey divino. El uso de tres términos importantes por Jesús: Mesías, Hijo de Dios e Hijo del Hombre, revela su comprensión de su papel divino.

#### Mesías
En la Biblia hebrea, tres clases de personas se identifican como «ungidos», es decir, «Mesías»: profetas, sacerdotes y reyes. En tiempos de Jesús, el término Mesías fue utilizado de diferentes maneras, y nadie puede estar seguro cómo incluso habría significado a Jesús si él hubiera aceptado el término. Aunque las expectativas mesiánicas en general se centraron en el Rey Mesías, los esenios esperaban tanto a un rey como a una figura sacerdotal en su escatología.
Los judíos de la época de Jesús esperaban con expectación a un redentor divino que restauraría a Israel, que sufría bajo el dominio romano. Juan el Bautista al parecer, estaba esperando otro mayor que él, una figura apocalíptica. Las escrituras y la fe cristianas aclaman a Jesús como el «Mesías» («un ungido», «Cristo»).

#### Hijo de Dios
Pablo señala que Dios declaró que Jesús es su Hijo al resucitarle de entre los muertos, y Sanders sostiene que Marcos retrata a Dios adoptando a Jesús como su hijo en su bautismo, aunque muchos otros no aceptan esta interpretación de Marcos. Sanders sostiene que Jesús fuera aclamado como el Hijo de Dios no significa que él es, literalmente, descendiente de Dios. Más bien, indica una muy alta denominación, aquel que se encuentra en una relación especial con Dios.
En los Evangelios sinópticos, el ser de Jesús como «Hijo de Dios» se corresponde exactamente con los típicos hasideos de Galilea, un «piadoso» hombre santo que por la intervención de Dios hace milagros y exorcismos.

#### Hijo del Hombre
La traducción más literal del Hijo del hombre es «Hijo de la Humanidad», o «ser humano». Jesús usa «Hijo del Hombre» a veces para decir «yo» o un mortal en general; otras veces, una figura divina destinada a sufrir; y en ocasiones, una figura celestial de juicio que pronto llegará. El uso de Jesús de Hijo del Hombre de la primera forma es histórico, aunque sin pretensión divina.
El Hijo del Hombre como uno destinado a sufrir parece ser, según algunos, una invención cristiana que no tiene que ver con Jesús, y no está claro si Jesús se refirió sí mismo cuando habló del juez divino. Estos tres usos no aparecen juntos, como el Hijo del hombre que sufre y retorna. Otros sostienen que el uso de Jesús de esta frase ilustra su autocomprensión como representante divino de Dios.

#### Otras representaciones
El título Logos, identificando a Jesús como la palabra divina, apareció por primera vez en el Evangelio de Juan, escrito c. 90-100.
Raymond E. Brown llegó a la conclusión de que los primeros cristianos no llamaron a Jesús, «Dios». Los estudiosos del Nuevo Testamento concuerdan ampliamente que Jesús no realizó ningún reclamo implícito de ser Dios.
Pinchas Lapide considera a Jesús como un rabino en la tradición hasidea de Hilel el Anciano, Yohanan ben Zakai y Hanina ben Dosa.
Los evangelios y la tradición cristiana representan a Jesús como ser ejecutado ante la insistencia de los líderes judíos, quienes consideran sus pretensiones de divinidad como blasfemas. Históricamente Jesús parece, en cambio, haber sido ejecutado por ser una potencial fuente de inestabilidad.

### Jesús y Juan el Bautista

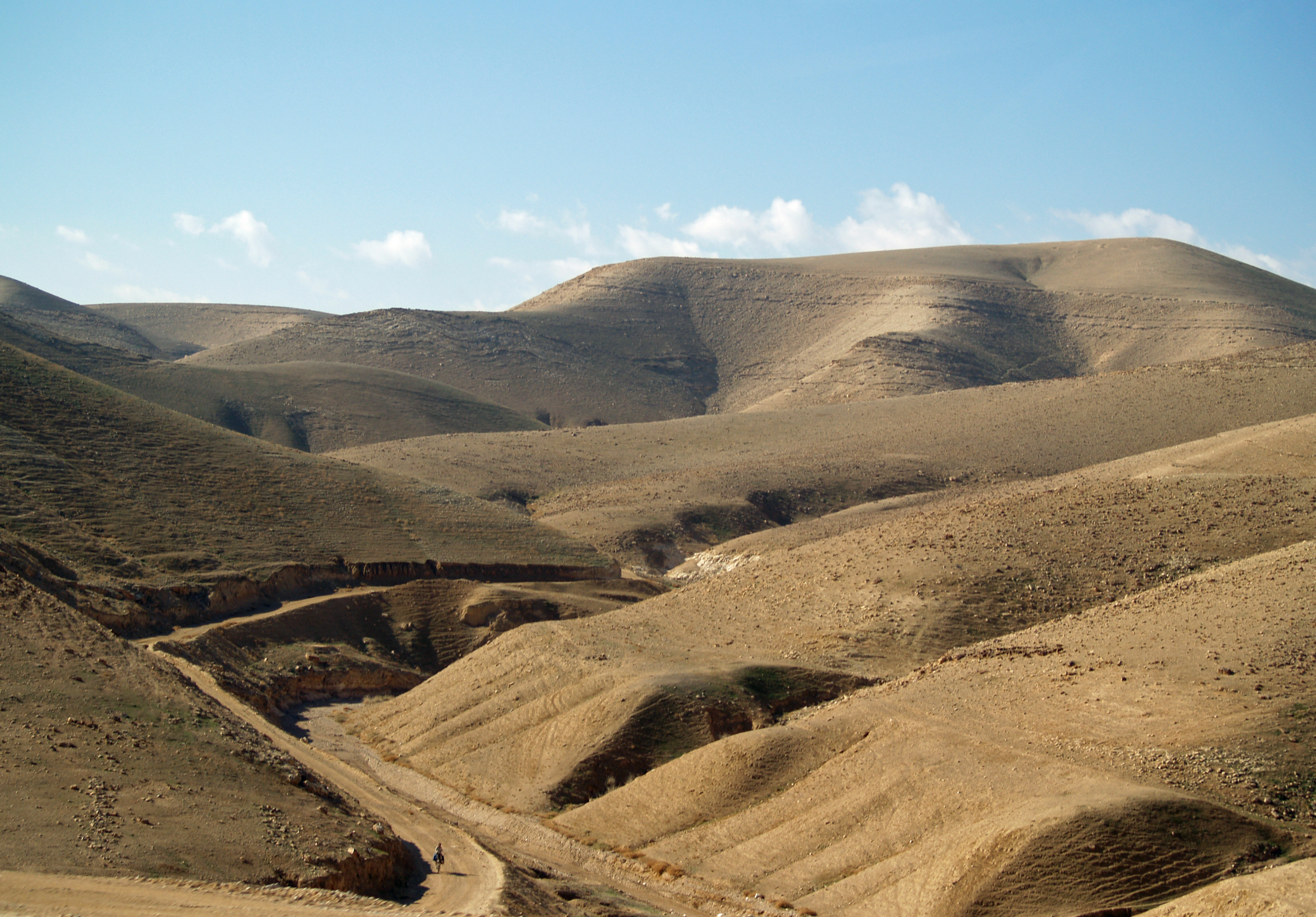
Los montes de Judea, en Israel.

Jesús comenzó a predicar, enseñar y curar después de que fuera bautizado por Juan el Bautista, un predicador ascético apocalíptico quien llamó a los judíos a arrepentirse.
Jesús fue al parecer un seguidor de Juan, un profeta populista y activista que esperaba la liberación divina de la patria judía de los romanos. Juan fue una figura religiosa importante, cuyo movimiento probablemente fue más grande que el de Jesús. Herodes Antipas tuvo que ejecutar a Juan por representar una amenaza a su poder. En un dicho que se cree que fue registrado originalmente en Q, el Jesús histórico defendió al Bautista poco después de su ejecución.
Los seguidores de Juan formaron un movimiento que continuó después de su muerte junto a los propios seguidores de Jesús. Los seguidores de Juan aparentemente creían que Juan podría haber resucitado de los muertos, una expectativa que puede haber influido en las expectativas de los seguidores de Jesús después de su crucifixión. Algunos de los seguidores de Jesús eran antiguos seguidores de Juan el Bautista. El ayuno y el bautismo, los elementos de la predicación de Juan, pueden haber entrado en la práctica de los primeros cristianos cuando los seguidores de Juan se unieron al movimiento.
John Dominic Crossan retrata a Jesús como rechazando la escatología apocalíptica de Juan en favor de una escatología sapiencial, en el que la transformación cultural resulta de las propias acciones de los humanos, y no de la intervención de Dios.
Los historiadores consideran el bautismo de Jesús por Juan como histórico, un evento que los primeros cristianos no hubieran incluido en sus evangelios en la ausencia de un «informe firme». Al igual que Jesús, Juan y su ejecución son mencionados por Josefo.
La prominencia de Juan el Bautista, tanto en los Evangelios y Josefo, sugiere que pudo haber sido más popular que Jesús en su vida; asimismo, la misión de Jesús no comenzó hasta después de su bautismo por Juan. Fredriksen sugiere que fue solamente después de la muerte de Jesús que emergió como más influyente que Juan. En consecuencia, los Evangelios proyectan la importancia póstuma de Jesús de nuevo a su vida. Una forma mediante la cual Fredriksen cree que esto se logró fue minimizando la importancia de Juan; al describirlo como resistiéndose a bautizar a Jesús (Mateo), refiriéndose brevemente al bautismo (Lucas), o mediante la afirmación de la superioridad de Jesús (Juan).
Los estudiosos postulan que Jesús pudo haber sido un seguidor directo del movimiento de Juan el Bautista. El prominente estudioso del Jesús histórico John Dominic Crossan sugiere que Juan el Bautista pudo haber sido asesinado por razones políticas, no necesariamente el resentimiento personal que figura en el evangelio de Marcos. Entrar en el desierto y bautizar en el Jordán sugiere que Juan y sus seguidores se estaban purificando a sí mismos por lo que creían era la liberación inminente de Dios. Esta era una reminiscencia de un cruce del Jordán después del Éxodo (en el libro de Josué), que conduce a la tierra prometida de su liberación de la opresión.
Las enseñanzas de Jesús más tarde diferirían de la visión apocalíptica de Juan (aunque depende del punto de vista académico adoptado; según Ehrman o Sanders la visión apocalíptica fue el núcleo de la enseñanza de Jesús), quien advirtió de «la ira venidera», que «el hacha está puesta a la raíz de los árboles» y el que no lleve «buen fruto» se «corta y se echa en el fuego» (Lucas 3:7-9). Aunque las enseñanzas de Juan permanecieron visibles en las de Jesús, Jesús destacaría al Reino de Dios no como tan inminente, sino como ya presente y manifiesto a través del compromiso común del movimiento a una relación de igualdad entre todos los miembros, y a vivir por las leyes de la justicia divina.
Los cuatro evangelios coinciden en que Jesús fue crucificado por pedido del Sanedrín judío a Poncio Pilato. La crucifixión era el castigo para los criminales, ladrones, traidores, y los insurrectos políticos, utilizada como símbolo de la autoridad absoluta de Roma: los que estaban en contra de Roma eran totalmente aniquilados.

### Ministerio y enseñanzas
Los evangelios sinópticos coinciden en que Jesús creció en Nazaret, fue al río Jordán para conocer y ser bautizado por el profeta Juan (Yohanan) el Bautista, y poco después comenzó a curar y predicar a los pobladores y pescadores de todo el mar de Galilea (que es en realidad un lago de agua dulce). Aunque había muchas ciudades fenicias, helenísticas y romanas cerca (por ejemplo, Sidón y Tiro; Gesara y Gadara; Séforis y Tiberíades), solamente se encuentra un relato de Jesús sanando a alguien en la región de los gadarenos en los tres evangelios sinópticos (el demonio llamado Legión), y otro cuando sanó a una mujer siro-fenicia en las cercanías de Tiro y Sidón. De otro modo, no hay ningún registro de Jesús de haber pasado una cantidad significativa de tiempo en los pueblos gentiles. El centro de su trabajo fue Cafarnaún, un pueblo pequeño (con una población de 1.500-2.000), donde, según los Evangelios, se presentó en la sinagoga de la ciudad (una casa de reunión no sagrada donde los judíos a menudo se reúnen en sábado para estudiar la Torá), sanó a un paralítico y continuó buscando discípulos.
Una vez que Jesús adquirió muchos seguidores (aunque hay debates sobre la cantidad de adeptos), se trasladó a la capital davídica de la Monarquía Unida, la ciudad de Jerusalén.

#### Duración del ministerio
Los historiadores no saben cuánto tiempo Jesús predicó. Los evangelios sinópticos sugieren un intervalo de hasta un año. El Evangelio de Juan menciona tres Pascuas, por lo que se cree tradicionalmente que su ministerio duró tres años. Sin embargo, parece ser que el ministerio de Jesús aparentemente duró un año, tal vez dos.

#### Parábolas y paradojas
Jesús enseñó en parábolas y aforismos. Una parábola es una imagen figurativa con un único mensaje (a veces confundida con una analogía, en el que cada elemento tiene un significado metafórico). Un aforismo es una corta, y a su vez, memorable frase. En el caso de Jesús, los aforismos a menudo implican cierta paradoja o reversión. Las parábolas auténticas probablemente incluyen el Buen Samaritano y la parábola de los obreros de la viña.
Crossan escribe que las parábolas de Jesús trabajaron en varios niveles al mismo tiempo, lo que provocó discusiones con su audiencia campesina.
Las parábolas y aforismos de Jesús circularon oralmente entre sus seguidores durante años antes de que fueran escritas y posteriormente incorporadas en los Evangelios. Estos representan las tradiciones cristianas más antiguas sobre Jesús.

#### Escatología
Jesús predicó principalmente sobre el Reino de Dios. Los eruditos están divididos sobre si se estaba refiriendo a un evento apocalíptico inminente o la transformación de la vida cotidiana.
Una gran parte (si no la mayoría) de los eruditos bíblicos críticos, yendo tan lejos como Albert Schweitzer, sostienen que Jesús creía que el fin de la historia iba a venir dentro de su propia vida o durante la vida de sus contemporáneos.
La evidencia de esta tesis viene de varios versículos, entre ellos los siguientes:
- En Marcos 8:38-9:1 Jesús dice que el Hijo del Hombre vendrá «en la gloria de su Padre con los santos ángeles» durante «esta generación adúltera». De hecho, dice «hay algunos de los que están aquí, que no gustarán la muerte hasta que hayan visto el reino de Dios venido con poder».
- En Lucas 21:35-36 Jesús exhorta la constante preparación incesante por parte de sus seguidores en vista de la inminencia del fin de la historia y la intervención final de Dios: «Velad, pues, en todo tiempo orando que seáis tenidos por dignos de escapar de todas estas cosas que vendrán, y de estar en pie delante del Hijo del Hombre».
- En Marcos 13:24-27, 30 Jesús describe lo que ocurrirá cuando llegue el final, diciendo que «el sol se oscurecerá, y la luna no dará su resplandor, y las estrellas caerán del cielo [...]. Entonces verán al Hijo del Hombre, que vendrá en las nubes con gran poder y gloria». Él da un plazo para este evento: «De cierto os digo, que no pasará esta generación hasta que todo esto acontezca».
- El apóstol Pablo también parece haber compartido esta expectativa. Hacia el final de 1 Corintios 7, se aconseja a los cristianos evitar casarse si pueden dado que el fin de la historia era inminente. Dirigiéndose a los solteros, escribe, «Tengo, pues, esto por bueno a causa de la necesidad que apremia; que hará bien el hombre en quedarse como está [...]. Pero esto digo, hermanos: que el tiempo es corto [...] porque la apariencia de este mundo se pasa» 1 Corintios 7:26, 29, 31. En 1 Tesalonicenses 4:15-17 Pablo también parece creer que vivirá para presenciar el regreso de Jesús y el fin de la historia.

Según Vermes, el anuncio de Jesús de la inminente llegada del Reino de Dios «evidentemente no se cumplió» y «creó una seria dificultad para la iglesia primitiva». Según E. P. Sanders, estas palabras escatológicas de Jesús son «pasajes que muchos eruditos cristianos quisieran ver desaparecer» dado que «los acontecimientos que predicen no llegaron a pasar, lo que significa que Jesús estaba equivocado».
Robert W. Funk y sus colegas, por su parte, escribieron que a partir de la década de 1970, algunos estudiosos han llegado a rechazar la visión de Jesús como escatológica, señalando que él rechazó el ascetismo de Juan el Bautista y su mensaje escatológico. En este punto de vista, el Reino de Dios no es un estado futuro, sino más bien una misteriosa presencia contemporánea. John Dominic Crossan describe a la escatología de Jesús como basada en el establecimiento de una nueva y santa forma de vida, en lugar de la intervención redentora de Dios en la historia.
La evidencia del Reino de Dios como ya presente deriva de estos versos:
- En Lucas 17:20-21, Jesús dice que uno no va a ser capaz de observar el Reino de Dios que llega, y que «el reino de Dios está entre vosotros».
- En Tomás 113, Jesús dice que el reino de Dios «se extiende sobre la tierra, y la gente no lo ve».
- En Lucas 11:20, Jesús dice que si se expulsa a los demonios por el dedo de Dios entonces «ciertamente el reino de Dios ha llegado a vosotros».
- Por otra parte, las principales parábolas de Jesús no reflejan una visión apocalíptica de la historia.

El Jesus Seminar llega a la conclusión de que las declaraciones apocalípticas atribuidas a Jesús podrían tener su origen en los primeros cristianos, dado que las ideas apocalípticas eran comunes, pero las declaraciones sobre el Reino de Dios está presente misteriosamente va en contra de la opinión común y podrían tener su origen únicamente en Jesús mismo.

#### Sabio lacónico
El sabio del antiguo Cercano Oriente era un hombre modesto, de pocas palabras, que no provocaba encuentros. Un hombre santo ofrecía curaciones y exorcismos solamente cuando se lo solicitaban, y aun así podía mostrarse reacio. Jesús parece haber mostrado un estilo similar.
Los evangelios presentan a Jesús participando en frecuentes debates religiosos de «preguntas y respuestas» con los fariseos y los saduceos. El Jesus Seminar cree que los debates sobre la Escritura y la doctrina son rabínicos en el estilo y no característicos de Jesús. Ellos creen que estas «historias de conflicto» representan los conflictos entre la comunidad cristiana primitiva y quienes los rodeaban: los fariseos, saduceos, etc. El grupo cree que estos, a veces, son dichos o conceptos genuinos pero son en gran medida producto de las comunidades cristianas primitivas.

#### Compañerismo en la mesa
Abrir el compañerismo en la mesa con extraños era central en el ministerio de Jesús. Su práctica de comer con la gente humilde que había sanado desafió las expectativas de la sociedad judía tradicional. Es de suponer que enseñó en la comida, como era de esperar en un simposio. Su conducta causó bastante escándalo ya que se le acusó de ser un glotón y un borracho.
John Dominic Crossan identifica esta práctica en la mesa como parte del radical programa igualitario de Jesús. La importancia de la mesa de comunión se ve en el predominio de las escenas de la comida en el arte cristiano primitivo y en la Eucaristía, el ritual cristiano del pan y el vino.

#### Discípulos
Jesús reclutó a doce campesinos galileos como su círculo más cercano, incluyendo a varios pescadores. Los pescadores en cuestión y el publicano Mateo tendrían relaciones comerciales que requerirían algunos conocimientos de griego. El padre de dos de los pescadores (Juan y Santiago) es representado como teniendo los medios para contratar obreros para su negocio de la pesca, y los recaudadores de impuestos eran vistos como explotadores. Los doce esperaban gobernar a las doce tribus de Israel en el Reino de Dios.
Los discípulos de Jesús desempeñan un papel importante en la búsqueda del Jesús histórico. Sin embargo, los cuatro Evangelios, utilizan palabras diferentes para aplicar a los seguidores de Jesús. La palabra griega ochloi se refiere a las multitudes que se reunieron en torno a Jesús cuando predicaba. La palabra mathetes se refiere a los seguidores que sobresalían en la enseñanza. La palabra apostolos se refiere a los doce discípulos, o apóstoles, a quienes Jesús escogió específicamente para ser sus más cercanos seguidores. Con estas tres categorías de seguidores, Meier utiliza un modelo de círculos concéntricos alrededor de Jesús, con un círculo interno de los verdaderos discípulos, un círculo más grande de seguidores, y un círculo aún mayor de los que se reunieron para escucharlo.
Jesús aceptó polémicamente mujeres y pecadores (los que violaban las leyes de pureza) entre sus seguidores. A pesar de que las mujeres nunca fueron llamadas directamente «discípulos», ciertos pasajes de los evangelios parecen indicar que las mujeres seguidores de Jesús eran equivalentes a los discípulos. Era posible que miembros ochloi cruzaran a la categoría mathetes. Sin embargo, Meier argumenta que algunas personas de la categoría de mathetes en realidad cruzaron a la categoría de apostolos, a saber, María Magdalena. La narración de la muerte de Jesús y de los acontecimientos que lo acompañaron mencionan la presencia de mujeres. Meier afirma que el papel fundamental de las mujeres en la cruz se revela en la narrativa posterior, donde al menos algunas de las mujeres, especialmente María Magdalena, fueron testigos tanto de la sepultura de Jesús (Marcos 15:47) como descubridoras de la tumba vacía (Marcos 16:1-8). Lucas también menciona que cuando Jesús y los Doce estaban viajando de ciudad en ciudad predicando «la buena noticia», ellos fueron acompañados por las mujeres, que les servían con sus propios recursos. Podemos concluir que las mujeres hicieron seguimiento de Jesús un período considerable de tiempo durante su ministerio en Galilea y su último viaje a Jerusalén. Tal devoción a largo plazo no podía ocurrir sin la iniciativa o aceptación activa de las mujeres que lo siguieron. Sin embargo, la mayoría de los estudiosos podrían argumentar que no es razonable decir que la aparentemente estrecha relación de María Magdalena con Jesús sugiere que era un discípulo o uno de los Doce. Como título, las mujeres no son históricamente consideradas «discípulos» de Jesús, pero el hecho de que él les permitió seguirlo y servirlo demuestra que eran hasta cierto punto eran tratadas como tales.
Los Evangelios narran que Jesús comisionó a sus discípulos a difundir la palabra, a veces durante su vida (por ejemplo, Marcos 6:7-12) y, a veces durante una aparición tras la resurrección (por ejemplo, Mateo 28:18-20). Estos relatos reflejan la práctica cristiana temprana, así como las instrucciones originales de Jesús, aunque algunos estudiosos sostienen que el Jesús histórico no expidió ese tipo de comisión misionera.
De acuerdo con John Dominic Crossan, Jesús envió a sus discípulos a curar y a proclamar el Reino de Dios. Iban a comer con aquellos a quienes sanaban antes que con las personas de mayor estatus que bien podrían sentirse honradas de acoger un sanador, y Jesús les ordenó comer con quien les invitara. Este desafío implícito a la jerarquía social era parte del programa de igualitarismo radical de Jesús. Estos temas de sanidad y el comer son comunes en el arte cristiano primitivo.
Las instrucciones de Jesús a los misioneros aparecen en los Evangelios sinópticos y en el Evangelio de Tomás. Estas instrucciones son distintas de la comisión que Jesús resucitado da a sus seguidores, la Gran Comisión, texto calificado como negro (no auténtico) por el Jesus Seminar.

#### Ascetismo
Los colegas del Jesus Seminar sostienen en su mayoría que Jesús no era un asceta, y que probablemente bebía vino y no ayunaba, a excepción de los ayunos que todos los judíos observantes hacen. Sin embargo, promovió una vida sencilla y la renuncia a la riqueza.
Jesús dijo que algunos se hicieron «eunucos» por el reino de los cielos (Mateo 19:12). Este aforismo podría haber tenido la intención de establecer solidaridad con los eunucos, que eran considerados «incompletos» en la sociedad judía. Alternativamente, pudo haber estado promoviendo el celibato.
Algunos sugieren que Jesús estuvo casado con María Magdalena, o que él probablemente tenía una relación especial con ella, o que él estaba casado con María, la hermana de Lázaro. Sin embargo, Ehrman toma nota de la naturaleza conjetural de estas afirmaciones, señalando que «ni siquiera una de nuestras fuentes antiguas indica que Jesús estaba casado, y mucho menos casado con María Magdalena».
Juan el Bautista era un asceta y tal vez un nazareo que promovió el celibato, como los esenios. Elementos ascéticos, como el ayuno, aparecieron en el cristianismo temprano y son mencionados por Mateo durante el discurso de Jesús sobre la ostentación. Se ha sugerido que Jacobo, el hermano de Jesús y líder de la comunidad judeocristiana de Jerusalén, era también un nazareo.

### Jerusalén

Provincia de Judea durante el.

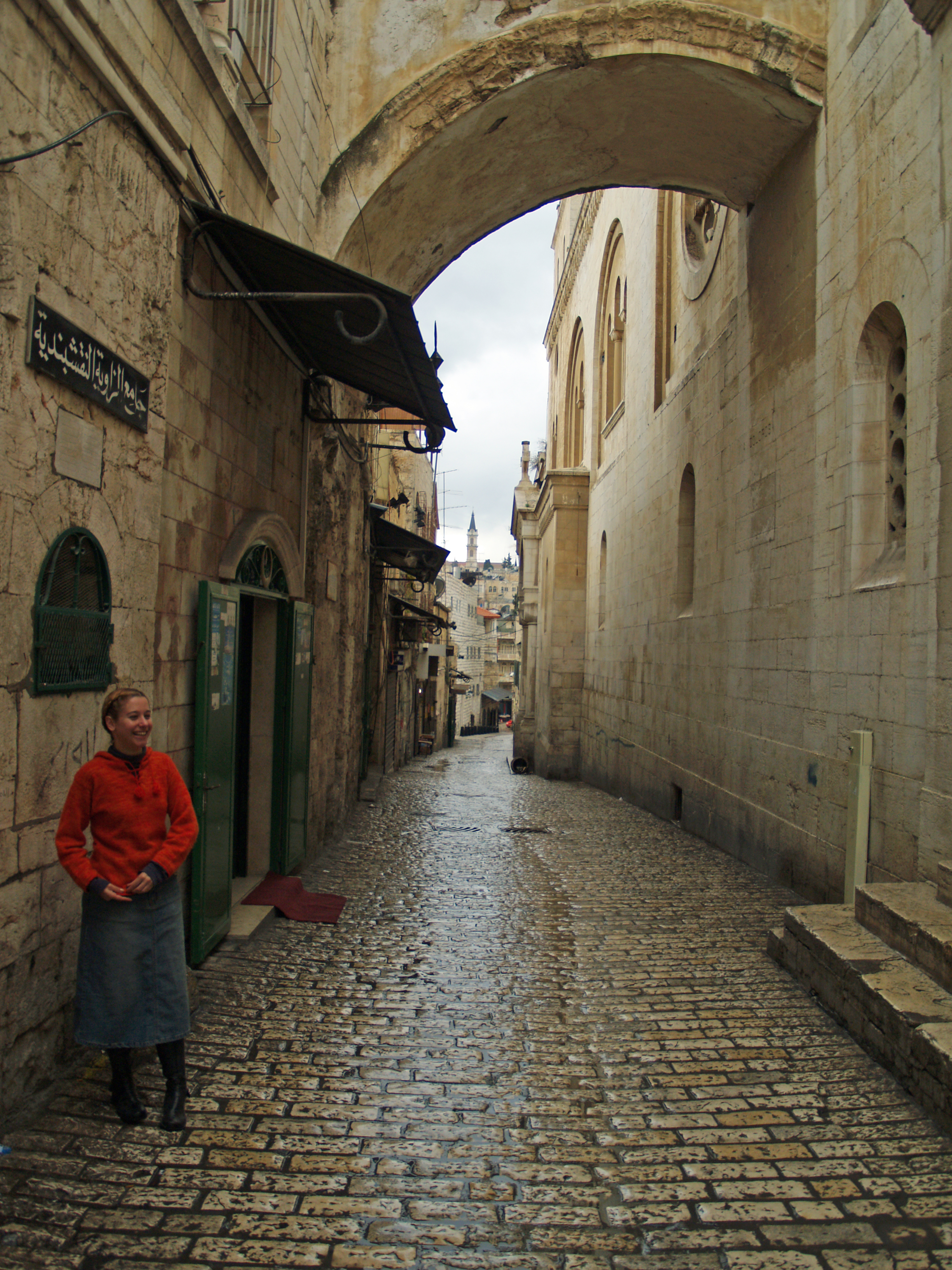
Las estrechas calles de la Via Dolorosa, Jerusalén.

Jesús y sus seguidores dejaron Galilea y viajaron a Jerusalén en Judea. Es posible que hayan viajado a través de Samaria según lo informado en Juan, o alrededor de la frontera de Samaria según lo informado en Lucas, que era una práctica común para los judíos, para evitar samaritanos hostiles. Jerusalén estaba llena de judíos que habían venido para la Pascua, con quizá de 300.000 a 400.000 peregrinos.

#### Entrada a Jerusalén
Jesús podría haber entrado en Jerusalén en un burro como un acto simbólico, posiblemente, para contrastar con la entrada triunfal que un conquistador romano haría, o para promulgar una profecía en Zacarías. Los escritos cristianos hacen una explícita referencia a Zacarías, posiblemente porque la escena fue inventada por los escribas que buscaron en las Escrituras ayuda para profundizar los detalles de las narraciones evangélicas.

#### Disturbios en el Templo
Jesús enseñó en Jerusalén, y causó una perturbación en el Templo. En respuesta, las autoridades del templo lo arrestaron y lo entregaron a las autoridades romanas para su ejecución. Podría haber sido entregado en manos de la policía del templo, pero Funk sugiere que las autoridades podrían haberlo arrestado sin necesidad de un traidor.

### Crucifixión

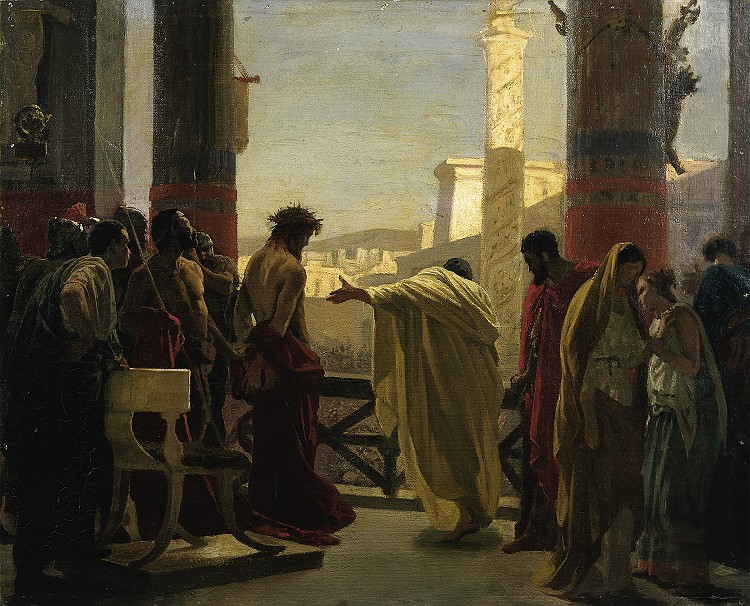
Pintura del Antonio Ciseri (1862) del Ecce homo, como Poncio Pilato entrega a Jesús a la multitud.

Jesús fue crucificado por Poncio Pilato, el prefecto de la provincia de Judea (26–36 d. C.). Algunos estudiosos sugieren que Pilato ejecutó a Jesús por fomentar el escándalo público, tal vez con la cooperación de las autoridades judías. La limpieza del Templo por Jesús pudo haber ofendido seriamente a su audiencia judía, lo que llevó a su muerte. Bart Ehrman sostiene que las acciones de Jesús habrían sido consideradas como de traición y, por lo tanto, un delito capital para los romanos. La afirmación de que los altos dirigentes sacerdotales saduceos y sus asociados entregaron a Jesús a los romanos está fuertemente atestiguada. Los historiadores debaten si Jesús tenía la intención de ser crucificado.
El Jesus Seminar argumenta que los escribas cristianos parecen haber recurrido a las Escrituras con el fin de profundizar en la narración de la pasión, como la invención del juicio de Jesús. Sin embargo, los estudiosos están divididos sobre la historicidad de los hechos subyacentes.
John Dominic Crossan apunta a la utilización de la palabra «reino» en sus enseñanzas centrales del «Reino de Dios» es lo único que habría llevado a Jesús a la atención de las autoridades romanas. Roma se ocupó de Jesús como comúnmente era realizado, con la disensión esencialmente no-violenta: el asesinato de su líder. Fueron los levantamientos generalmente violentos como los que sucedieron durante las guerras judeo-romanas que justificaron la masacre del líder y sus seguidores. A medida que en la Iglesia primitiva el equilibrio se movió de la comunidad judía a los gentiles conversos, los cristianos pudieron haber tratado de distanciarse de los judíos rebeldes (los que se levantaron contra la ocupación romana). También hubo un cisma en desarrollo dentro de la comunidad judía, ya que estos creyentes en Jesús fueron expulsados de las sinagogas después de la destrucción romana del Segundo Templo en el año 70 d. C. (Concilio de Jamnia). Los registros divergentes de la participación judía en el juicio de Jesús sugieren que resultaron algunos sentimientos desfavorables entre tales judíos.

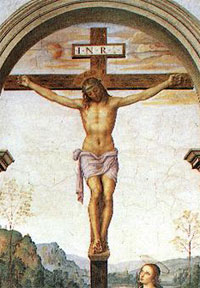
Pietro Perugino, Crucifixión de Cristo (1494-1496), Florencia.

Además del hecho de que los Evangelios ofrecen diferentes relatos del papel de los judíos en la muerte de Jesús (por ejemplo, Marcos y Mateo reportan dos juicios separados; Lucas, uno; y Juan, ninguno); Fredriksen, al igual que otros estudiosos (Catchpole, 1971), argumenta que muchos elementos de los relatos de los evangelios no podrían haber sucedido: de acuerdo a la ley judía, el tribunal no podría reunirse de noche; no podía reunirse en una fiesta importante; las declaraciones de Jesús ante el Sanedrín o el Sumo Sacerdote (por ejemplo, que él era el mesías) no constituían una blasfemia; los cargos que los evangelios pretenden que los judíos habían hecho en contra de Jesús no eran crímenes capitales contra la ley judía; incluso si Jesús hubiera sido acusado y encontrado culpable de un delito capital por el Sanedrín, el castigo habría sido la muerte por lapidación (el destino de Esteban y Jacobo el Justo, por ejemplo) y no la crucifixión. Esto supone necesariamente que los líderes judíos estaban escrupulosamente obedientes a la ley romana, y nunca rompieron sus propias leyes, costumbres o tradiciones, incluso para su propio beneficio. En respuesta, se ha argumentado que las circunstancias legales que rodean el juicio no han sido bien entendidas, y que los líderes judíos no siempre eran estrictamente obedientes, ya sea para el derecho romano o para su propia ley. Además, hablar de una restauración de la monarquía judía era sediciosa bajo la ocupación romana. Peor aún, Jesús habría entrado en Jerusalén en un momento especialmente arriesgado, durante la Pascua, cuando las emociones populares corrían alto. Aunque la mayoría de los judíos no tenían los medios para viajar a Jerusalén para cada día de fiesta, prácticamente todos trataban de cumplir con esas leyes lo mejor que podían. Y durante estas fiestas, como la Pascua, la población de Jerusalén aumentaba, y los brotes de violencia eran comunes. Los estudiosos sugieren que el Sumo Sacerdote temía que hablar de una restauración inminente de un estado judío independiente podría provocar una revuelta. El mantenimiento de la paz era una de las tareas principales del Sumo Sacerdote nombrado por los romanos, quien era personalmente responsable ante ellos de cualquier brote importante. Por lo tanto, los estudiosos sostienen que se habría detenido a Jesús por promover la sedición y la rebelión, y entregado a los romanos para el castigo.
Tanto los relatos de los evangelios y [la] interpolación paulina [que se encuentra en 1 Tesalonicenses 2:14-16] fueron compuestos en el intervalo inmediatamente después de la terrible guerra de 66-73. La Iglesia tenía todas las razones para asegurar a las audiencias potenciales gentiles que el movimiento cristiano no amenazaba ni cuestionaba la soberanía imperial, a pesar del hecho de que su propio fundador había sido crucificado, es decir, ejecutado como un rebelde.
Sin embargo, la predicación de Pablo del Evangelio y de sus prácticas sociales radicales eran, por su propia definición, una afrenta directa a la jerarquía social de la sociedad grecorromana en sí y, por lo tanto, estas nuevas enseñanzas socavaban al Imperio; en última instancia, condujeron a la persecución romana a gran escala contra los cristianos, con el objetivo de acabar con la nueva fe.

### El entierro y la tumba vacía
Los eruditos están divididos sobre si Jesús fue sepultado. Craig A. Evans sostiene que «la evidencia literaria, histórica y arqueológica apunta en una dirección: que el cuerpo de Jesús fue colocado en una tumba, según las costumbres judías». John Dominic Crossan, sobre la base de su posición única de que el Evangelio de Pedro contiene la fuente primaria más antigua sobre Jesús, argumentó que los relatos del entierro se vuelven progresivamente extravagantes, encontrando históricamente poco probable que un enemigo liberaría un cadáver, afirmando que los seguidores de Jesús no disponían de los medios para saber qué pasó con el cuerpo de Jesús. La posición de Crossan sobre el Evangelio de Pedro no ha encontrado apoyo académico, desde la descripción de Meyer como «excéntrica e inverosímil», a la crítica de Koester como «un grave error». Habermas argumenta en contra de Crossan, afirmando que la respuesta de las autoridades judías contra las afirmaciones cristianas de la resurrección presupone un entierro y una tumba vacía, y señala el descubrimiento del cuerpo de Yohanan Ben Ha'galgol, un hombre que murió crucificado en el siglo I y cuyo cuerpo fue descubierto en un osario de un cementerio fuera de la antigua Jerusalén, argumentando que este hallazgo revela datos importantes acerca de la crucifixión y la sepultura en la Palestina del primer siglo. Otros estudiosos consideran el entierro por José de Arimatea que se encuentra en Marcos 15 como históricamente plausible, y algunos han llegado a argumentar que la tumba fue a partir de entonces descubierta vacía. Más positivamente, Mark Waterman mantiene la prioridad de la tumba vacía sobre las apariciones. Michael Grant escribió:
[S]i se aplica el mismo tipo de criterios que se aplicarían a cualquier otra fuente literaria antigua, entonces la evidencia es firme y suficiente para argüir que la conclusión de que la tumba fue encontrada vacía es efectivamente plausible.
Sin embargo, Marcus Borg señala:
la primera referencia a la historia de la tumba vacía es bastante extraña: Marcos, escrito alrededor de 70 d. C., nos dice que algunas mujeres encontraron la tumba vacía, pero no le dijeron a nadie. Algunos estudiosos piensan que esto indica que la historia de la tumba vacía es un desarrollo tardío y que la manera de Marcos de hablar explica por qué no fue ampliamente (o previamente) conocida.
Del mismo modo, los estudiosos Gerd Theissen y Annette Merz concluyen que «el sepulcro vacío solamente puede ser iluminado por la fe de la Pascua (que se basa en las apariciones); la fe de la Pascua no puede ser iluminada por la tumba vacía».

### Apariciones del Jesús resucitado

La incredulidad de Santo Tomás, de Caravaggio, representa al Jesús resucitado.

Pedro, Pablo y María aparentemente tuvieron experiencias visionarias de un Jesús resucitado. Pablo registró su visión en una epístola y enumeró varias otras apariciones. El Evangelio de Marcos original informa de la tumba vacía de Jesús, y los evangelios posteriores y los finales posteriores de Marcos narran varias apariciones de la resurrección.
Los dos manuscritos más antiguos (siglo IV) de Marcos, el evangelio más antiguo, abruptamente finalizan en 16:8, que establece que las mujeres llegaron y encontraron una tumba vacía «y no dijeron nada a nadie porque tenían miedo» (Marcos 16:8). Los pasajes que indican que Jesús fue visto por María Magdalena y los once discípulos (Marcos 16:9-20) se añadieron más tarde, y el hipotético final original se perdió. Los estudiosos han planteado una serie de teorías sobre las apariciones de la resurrección de Jesús. El Jesus Seminar concluye: «En opinión del Seminario, él no se levantó corporalmente de entre los muertos; la resurrección se basa más bien en experiencias visionarias de Pedro, Pablo y María». E. P. Sanders argumenta a favor de la dificultad de acusar a los primeros testigos de cualquier fraude deliberado:
Es difícil acusar a estas fuentes, o a los primeros creyentes, de un fraude deliberado. Un complot para fomentar la creencia en la resurrección probablemente habría dado lugar a una historia más coherente. En cambio, parece haber sido una competición: «Yo lo vi», «yo también», «las mujeres lo vieron primero», «no, yo lo hice; ellos no lo vieron en absoluto», y así sucesivamente. Por otra parte, algunos de los testigos de la resurrección dieron su vida por su creencia. Esto también hace poco probable el fraude.
La mayoría de los estudiosos creen que los acontecimientos sobrenaturales no pueden ser reconstruidos utilizando métodos empíricos y, por lo tanto, consideran a la resurrección una cuestión no histórica, sino una cuestión filosófica o teológica.

## Métodos de investigación

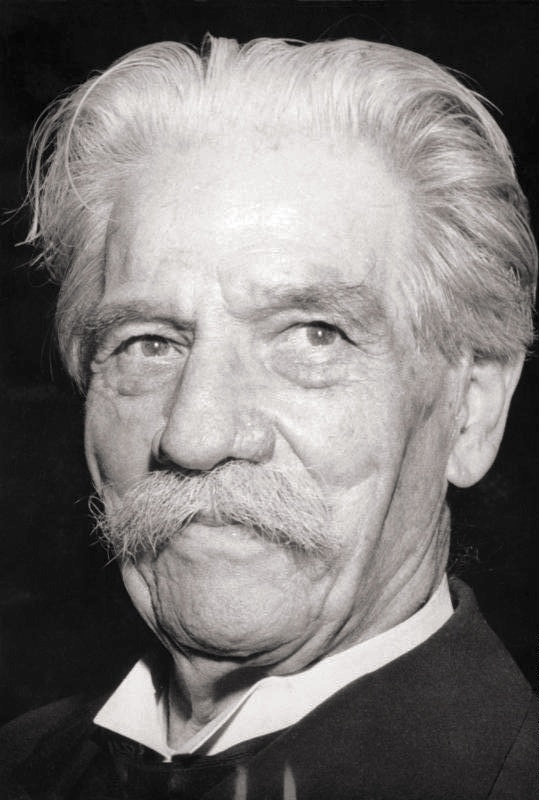
Albert Schweitzer, cuyo libro acuñó el término Búsqueda del Jesús histórico.

En la iglesia primitiva, ya había tendencia a retratar a Jesús como una demostración verificable de lo extraordinario. Desde el siglo XVIII, los estudiosos han participado en tres «búsquedas» independientes del Jesús histórico, en un intento de reconstruir varios retratos de su vida usando métodos históricos. Mientras que la crítica textual (o la crítica inferior) se había practicado durante siglos, una serie de enfoques para el análisis histórico y una serie de criterios para la evaluación de la historicidad de los acontecimientos surgieron a partir del siglo XVIII, como un conjunto de «búsquedas del Jesús histórico» tuvo lugar. En cada etapa del desarrollo, los estudiosos sugirieron formas específicas y metodologías de análisis y criterios especialmente destinadas a determinar la validez histórica.
La primera búsqueda, que comenzó en 1778, se basó casi por completo en la crítica bíblica. Esto se complementó con la crítica de las formas en 1919 y la crítica de la redacción en 1948. La crítica de las formas comenzó como un intento de trazar la historia del material bíblico antes de que fuera escrito, y por lo tanto se puede considerar que comienza cuando termina la crítica textual. La crítica de las formas busca patrones dentro de las unidades del texto bíblico e intenta remontarse a su origen a partir de los patrones. La crítica de redacción puede ser vista como la hija de la crítica textual y la crítica de las formas. Este enfoque considera que un autor como «redactor», es decir, alguien que prepara un reporte, y trata de entender cómo el (los) redactor(es) ha(n) moldeado la narrativa para expresar sus propias perspectivas.
Al final de la primera búsqueda (c. 1906) se usó el criterio de testimonio múltiple y fue el elemento complementario más importante hasta 1950. El concepto detrás del testimonio múltiple es simple: cuando el número de fuentes independientes que avalan un evento aumenta, la confianza en la autenticidad histórica del evento aumenta.
Se estaban desarrollando otros criterios al mismo tiempo, por ejemplo, «doble disimilitud» en 1913, «mínimo distintivo» en 1919 y «coherencia y consistencia» en 1921. El criterio de la doble disimilitud observa un informado dicho o acción de Jesús como posiblemente auténtico, si es diferente tanto del judaísmo de su tiempo como también de las tradiciones del cristianismo primitivo que inmediatamente le siguieron. El criterio del mínimo distintivo se basa en la suposición de que cuando las historias se transmiten de persona a persona, los distintos elementos periféricos, cuanto menos pueden estar distorsionados, pero el elemento central se mantiene sin cambios. El criterio de la «coherencia y consistencia» indica que el material puede ser usado solamente cuando otro material ha sido identificado como auténtico para corroborarlo.
La segunda búsqueda se inició en 1953, y junto con ella se introdujo el criterio de dificultad. Este criterio establece es poco probable que un grupo invente una historia que sería vergonzosa para ellos mismos. El criterio de la «plausibilidad histórica» se introdujo en 1997, después del inicio de la tercera búsqueda en 1988. Este principio se analiza la verosimilitud de un evento en dos componentes separados: plausibilidad contextual y plausibilidad consecuente, es decir, el contexto histórico tiene que ser adecuado, así como las consecuencias.
Una nueva característica de los aspectos modernos de la tercera búsqueda ha sido el papel de la arqueología, y James Charlesworth señala que pocos eruditos modernos ahora quieren pasar por alto los descubrimientos arqueológicos que aclaran la naturaleza de la vida en Galilea y Judea durante la época de Jesús. Una característica adicional de la tercera búsqueda ha sido su carácter interdisciplinario y global de la erudición académica. Mientras que las dos primeras búsquedas se realizaron sobre todo por teólogos protestantes europeos, la tercera misión ha visto una afluencia mundial de estudiosos de varias disciplinas.
Más recientemente los historicistas han centrado su atención en los escritos históricos asociados a la época en que vivió Jesús o en la evidencia sobre su familia. La redacción de estos documentos, a través de fuentes cristianas primitivas hasta los siglos III o IV, también ha sido una rica fuente de información nueva.

## Críticas a los métodos de investigación a Jesús

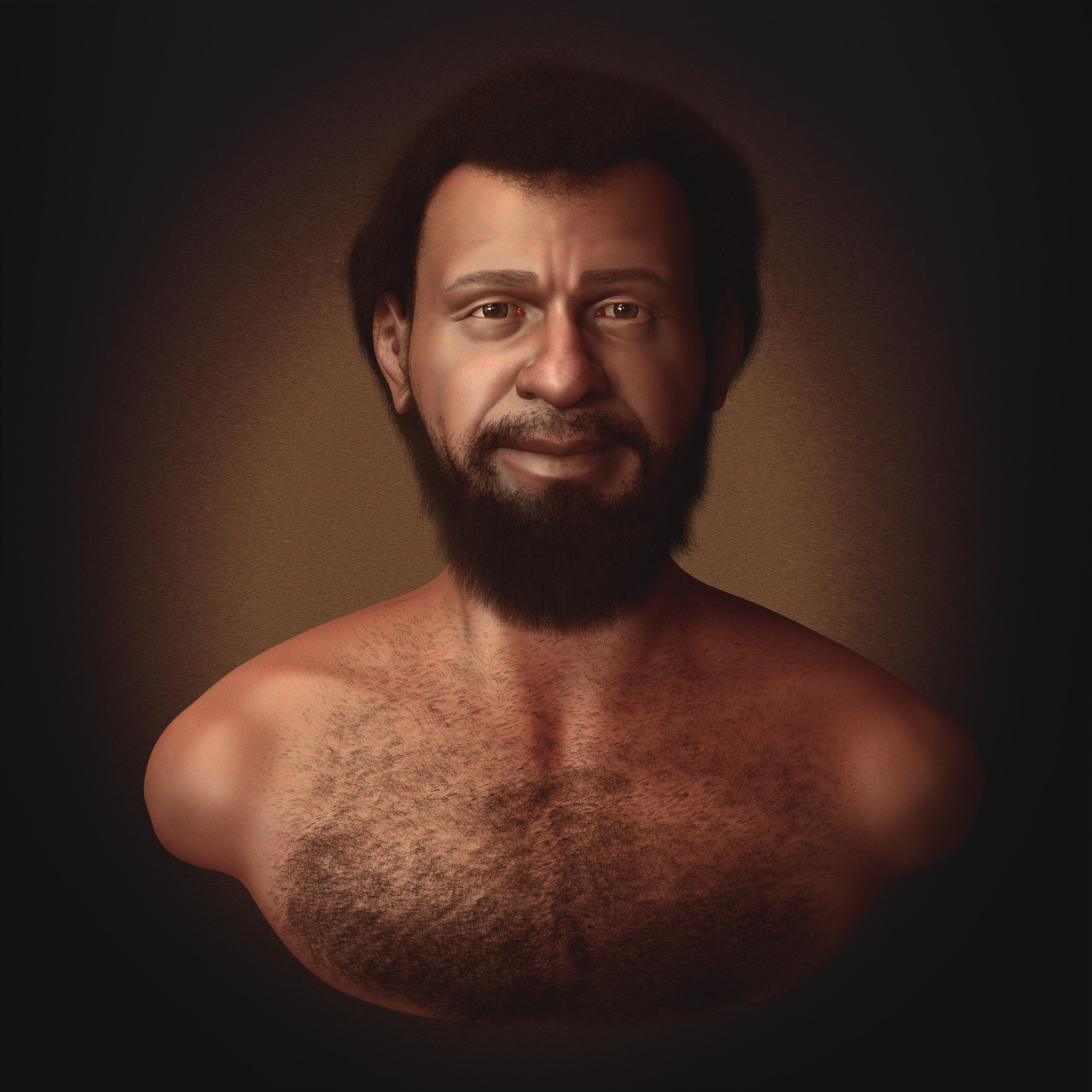
Imagen promedio del rostro de un habitante de la misma región a la que se atribuyen las historias de Jesús. Esta imagen fue modelada a pedido del reportero de BBC Brasil, Edison Veiga.

Varios estudiosos han criticado la investigación del Jesús histórico por el sesgo religioso y la falta de rigor metodológico, y algunos han argumentado que la erudición bíblica moderna es insuficientemente crítica y a veces equivale a una apologética encubierta.

### Sesgo teológico
John Meier, un sacerdote católico y profesor de teología en la Universidad de Notre Dame, ha manifestado: «Creo que mucha de la confusión proviene del hecho de que las personas que dicen que están haciendo una búsqueda del Jesús histórico en realidad están haciendo teología, aunque sea una teología que está, de hecho, históricamente informada [...]». Meier también escribió que en el pasado la búsqueda del Jesús histórico a menudo ha estado motivada más por el deseo de producir una cristología alternativa que una verdadera búsqueda histórica.
El erudito metodista británico Clive Marsh afirmó que la construcción de los retratos de Jesús como parte de varias búsquedas a menudo ha sido impulsada por «agendas específicas» y que los componentes históricos de los textos bíblicos pertinentes frecuentemente se interpretan para adaptarse a esas metas específicas. Marsh enumera agendas teológicas que buscan confirmar la divinidad de Jesús; agendas antieclesiásticas que tienen como objetivo desacreditar el cristianismo; y agendas políticas que tienen como objetivo interpretar las enseñanzas de Jesús con la esperanza de provocar el cambio social.
El estudioso del Nuevo Testamento Nicholas Perrin ha argumentado que, dado que la mayoría de los estudiosos de la Biblia son cristianos, un cierto sesgo es inevitable, pero él no considera esto como un problema importante.

### Falta de solidez metodológica
Las técnicas de análisis históricos utilizados por los estudiosos de la Biblia han sido cuestionadas, y de acuerdo con James Dunn no es posible «construir (de los datos disponibles) un Jesús que sea el verdadero Jesús».
W. R. Herzog ha señalado que «Lo que llamamos el Jesús histórico es la combinación de los pedacitos recuperables y piezas de información histórica y la especulación sobre lo que nosotros ensamblamos, construimos y reconstruimos. Por esta razón, el Jesús histórico es, en palabras de Meier, ‹una abstracción y construcción moderna›».
Donald Akenson, Profesor de Estudios Irlandeses en el departamento de historia en la Universidad de Queen ha argumentado que, con muy pocas excepciones, los historiadores que intentan reconstruir una biografía del hombre se apartan de los meros hechos de su existencia y su crucifixión, y no siguen las prácticas históricas profundamente. Él ha afirmado que existe una confianza poco saludable en el consenso para las proposiciones, que de otro modo deberían basarse en fuentes primarias, o en una rigurosa interpretación. También identifica una peculiar deformación de datación descendente, y sostiene que algunos de los criterios que se utilizan son defectuosos. Él dice que la inmensa mayoría de los estudiosos de la Biblia están empleados en instituciones cuyas raíces están en las creencias religiosas. Debido a esto, más que cualquier otro grupo en el actual mundo académico, los historiadores bíblicos están bajo una enorme presión para teologizar su trabajo histórico. Es solamente a través de un considerable heroísmo individual que muchos historiadores bíblicos han logrado mantener la integridad académica de su trabajo.
Dale Allison, un teólogo presbiteriano y profesor de exégesis del Nuevo Testamento y Cristianismo Primitivo en el Pittsburgh Theological Seminary, afirma: «Nosotros ejercemos nuestros criterios para conseguir lo que queremos [...]».
De acuerdo con James Dunn, «el ‹Jesús histórico› es, hablando con propiedad, una construcción de los siglos XIX y XX, utilizando los datos facilitados por la tradición sinóptica, no el Jesús en aquel entonces y no una figura en la historia [énfasis en el original]». Dunn explica además que «los hechos no deben ser identificados como los datos, sino que son siempre una interpretación de los datos».
Desde el libro de Albert Schweitzer The Quest of the Historical Jesus [La búsqueda del Jesús histórico], los estudiosos han afirmado durante mucho tiempo que muchos de los retratos de Jesús son «pálidos reflejos de los [propios] investigadores». El propio Schweitzer acusó a los primeros estudiosos de prejuicios religiosos. John Dominic Crossan resumió la situación reciente afirmando que muchos autores que escriben sobre la vida de Jesús «[...] hacen una autobiografía y la llaman biografía [...]».

### Escasez de fuentes
Bart Ehrman y, por separado, Andreas Köstenberger sostienen que dada la escasez de fuentes históricas, en general es difícil para cualquier estudioso construir un retrato de Jesús que puede ser considerado históricamente válido más allá de los elementos básicos de su vida. Por otra parte, estudiosos como N. T. Wright y Luke Timothy Johnson sostienen que la imagen de Jesús se presenta en los evangelios es en gran parte exacta, y que los estudiosos disidentes son simplemente demasiado cautelosos sobre lo que podemos afirmar que sabemos acerca de la era antigua.

### Hipótesis del mito
La teoría del mito de Cristo es la afirmación de que Jesús de Nazaret nunca existió, o si lo hizo, no tuvo prácticamente nada que ver con la fundación del cristianismo y de los relatos en los evangelios. Muchos defensores usan un argumento triple desarrollado por primera vez en el siglo XIX: que el Nuevo Testamento no tiene valor histórico, que no hay referencias no cristianas a Jesucristo desde el primer siglo, y que el cristianismo tiene raíces paganas y/o míticas.
En los últimos años, ha habido una serie de libros y documentales sobre este tema. Algunos «mitistas» dicen que Jesús pudo haber sido una persona real, pero que los relatos bíblicos de él son casi totalmente ficticios.
Muchos estudiosos sostienen que la teoría del mito de Jesús ha sido refutada, y que Jesús muy probablemente existió como una figura histórica.